# Titlu de distincție
Titlul de distincție sunt formele de adresare menite a semnala funcția, gradul sau distincție de rang a unei persoane în cauză.